# Stadtturm (Innsbruck)

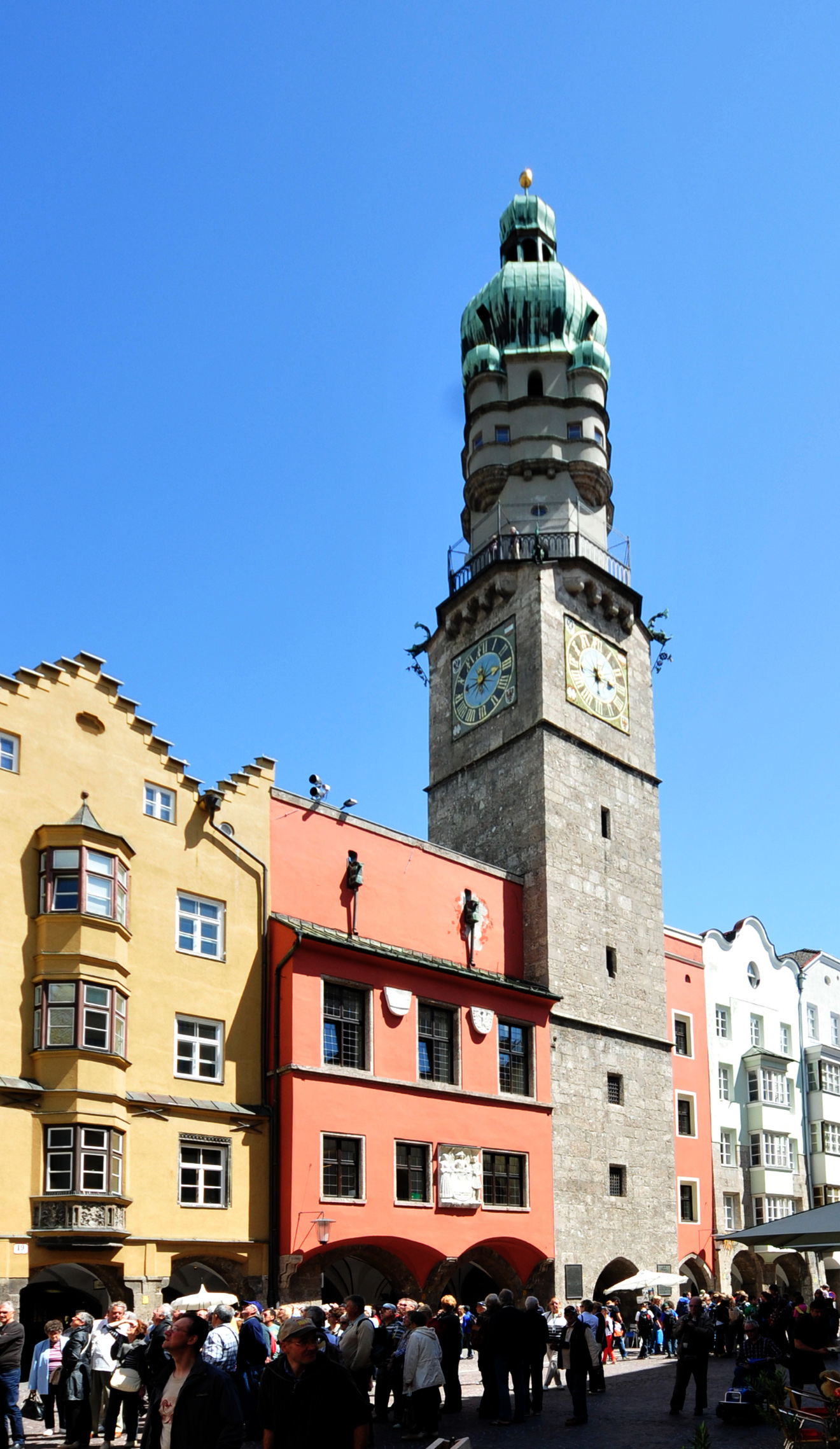
Turnul oraşului

Stadtturm (în română Turnul orașului), denumit și Rathausturm (Turnul Primăriei),  se află în centrul istoric al orașului Innsbruck, la adresa Herzog-Friedrich-Straße 21.

## Istoric
Turnul a fost construit în perioada 1442-1450 la clădirea vechii primării și este, alături de Acoperișul Auriu și Coloana Sfintei Ana unul dintre simbolurile orașului Innsbruck. Construcția turnului orașului arată încrederea sporită a cetățenilor și determinarea lor de a apăra drepturile și libertățile tuturor cetățenilor. Un paznic își avea serviciul în turn atât ziua, cât și noaptea. Primul paznic menționat în documente a fost numit în 1529 prin decizia Consiliului Local
privind deșteptarea cetățenilor. Sarcinile sale erau de a anunța orele și de a avertiza de timpuriu populația orașului de izbucnirea unor incendii sau de apropierea altor pericole. Ultimul paznic și-a încheiat activitatea în anul 1967. În Evul Mediu partea de jos a turnului a adăpostit închisoare orașului. Ferestrele cu zăbrele de la primele două etaje amintesc încă de existența ei.
Partea de sus a turnului, inițial în stil gotic, a fost reconstruită în 1560 de meșterul constructor al orașului Caspar Schäbl în stilul renascentist - forma de bulb de ceapă pe care o are și în prezent. Pe turn au fost instalate în 1586 ca decorațiuni patru garguie din fier forjat în formă de delfin.
Primul orologiu din turn a fost amplasat în anul 1603, fiind realizat de Erasmus Melchior.

## Arhitectură
Turnul orașului este închis într-un rând de case construite în stil gotic. Din clădirea vechii primării se ajunge la platforma de observație aflată la 31 metri altitudine, înălțimea totală a turnului fiind de 51 de metri.
Masiva bază pătrată este formată din șase etaje și este împărțită în trei părți de către cornișe clar delimitate. Mai sus se află o platformă cu balustradă din fier, unde se poate ajunge prin urcarea a 148 de trepte. Deasupra platformei se înalță o structură octogonală mai restrânsă cu patru bovindouri semicirculare și o cupolă mare în formă de bulb de ceapă, cu un lanternou. Întregul turn, precum și cornișele și consolele sunt construite din brecie Höttinger (roci conglomerate), iar turnul octogonal este tencuit.

## Imagini

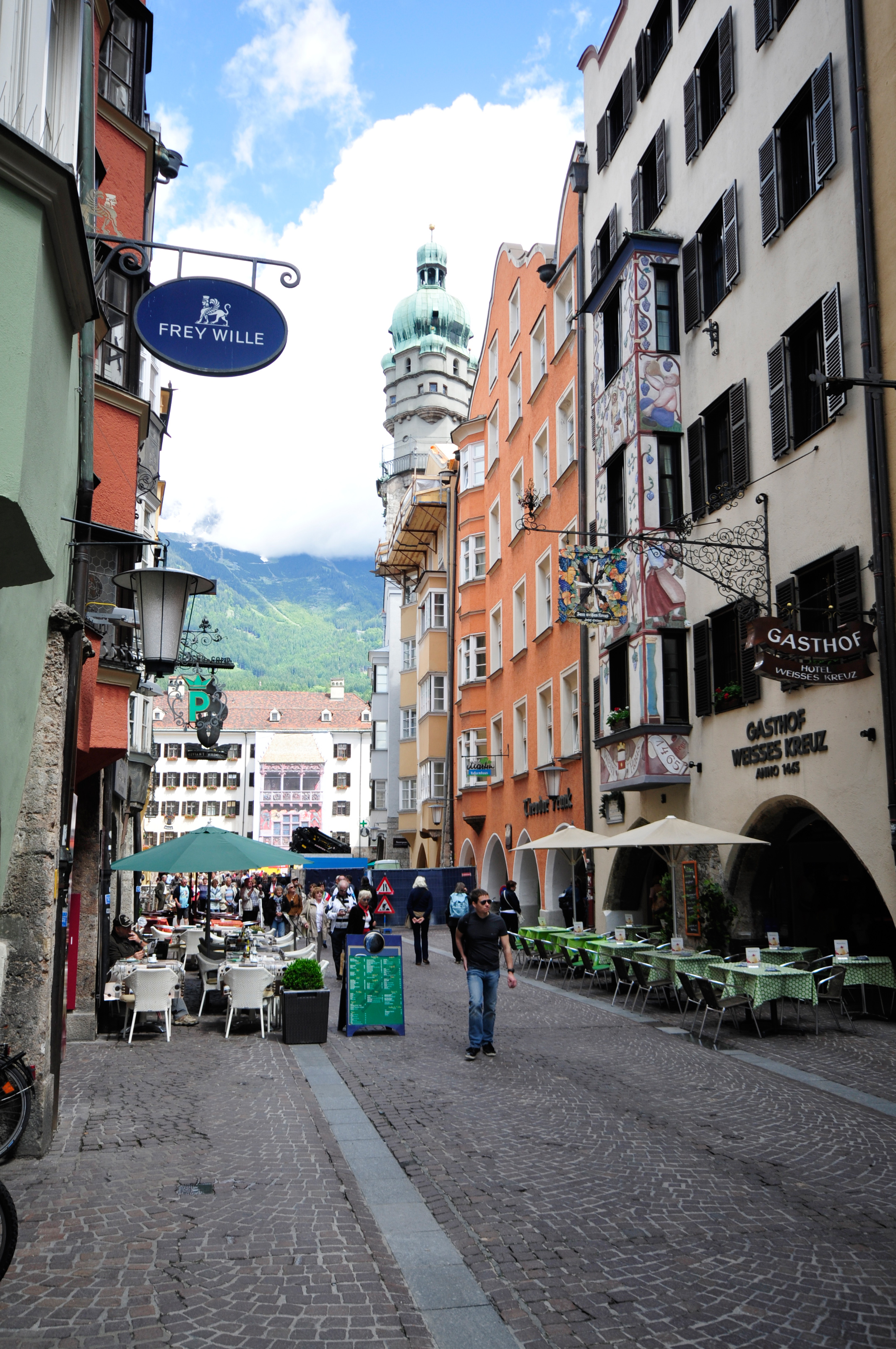
Herzog-Friedrich-Straße
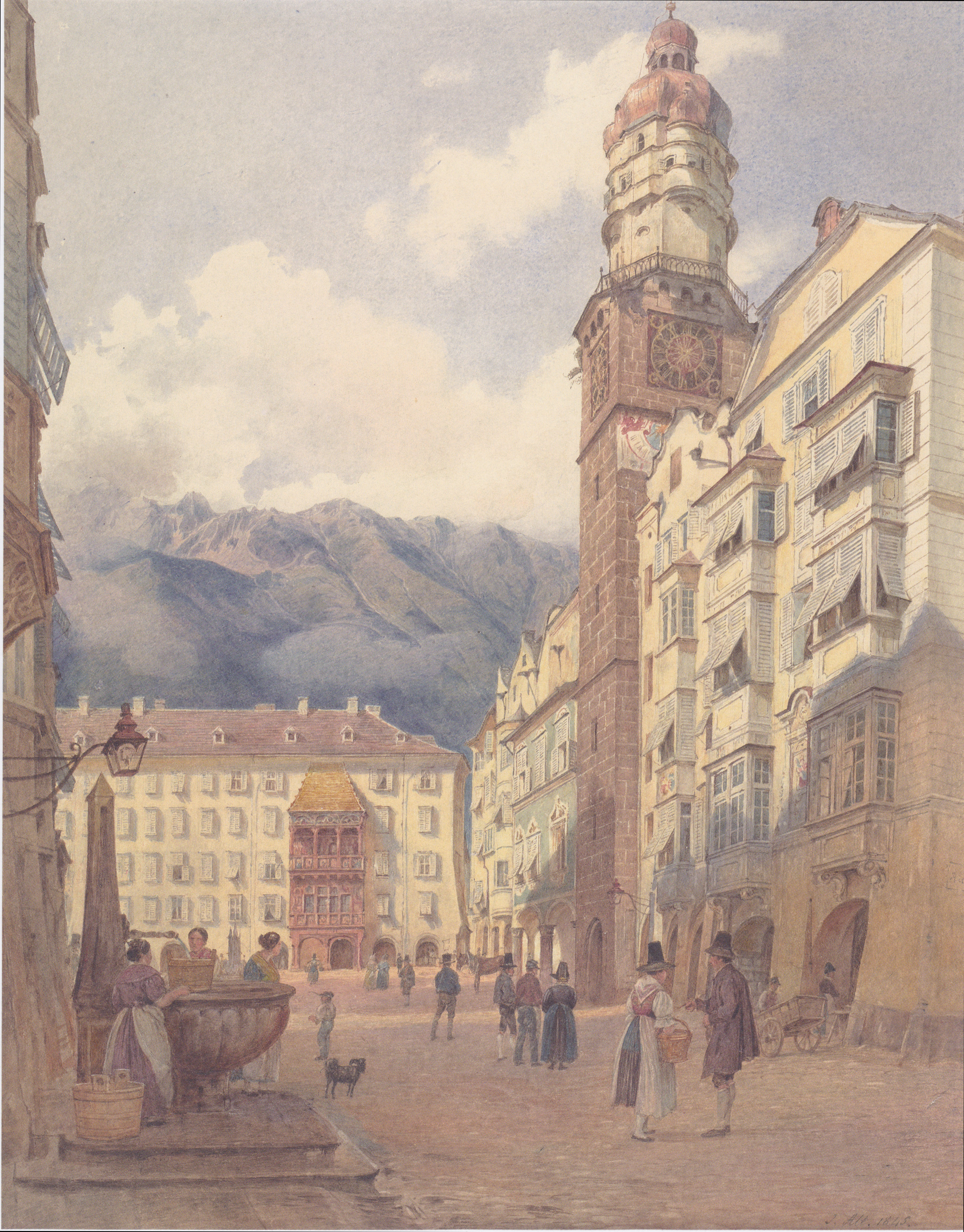
Pictură din 1845 a lui Jakob Alt (1789–1872)
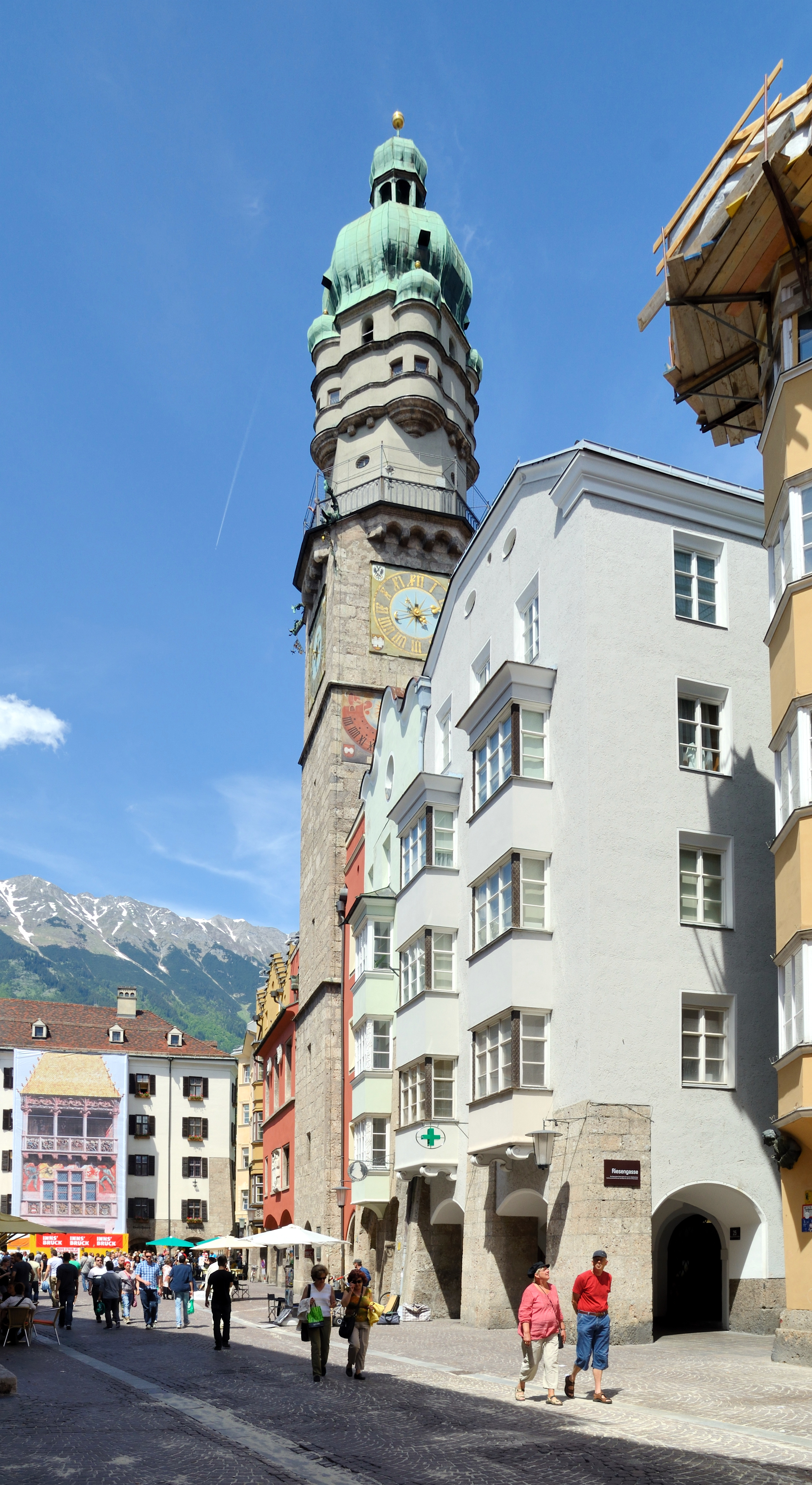
Turnul şi Acoperişul auriu
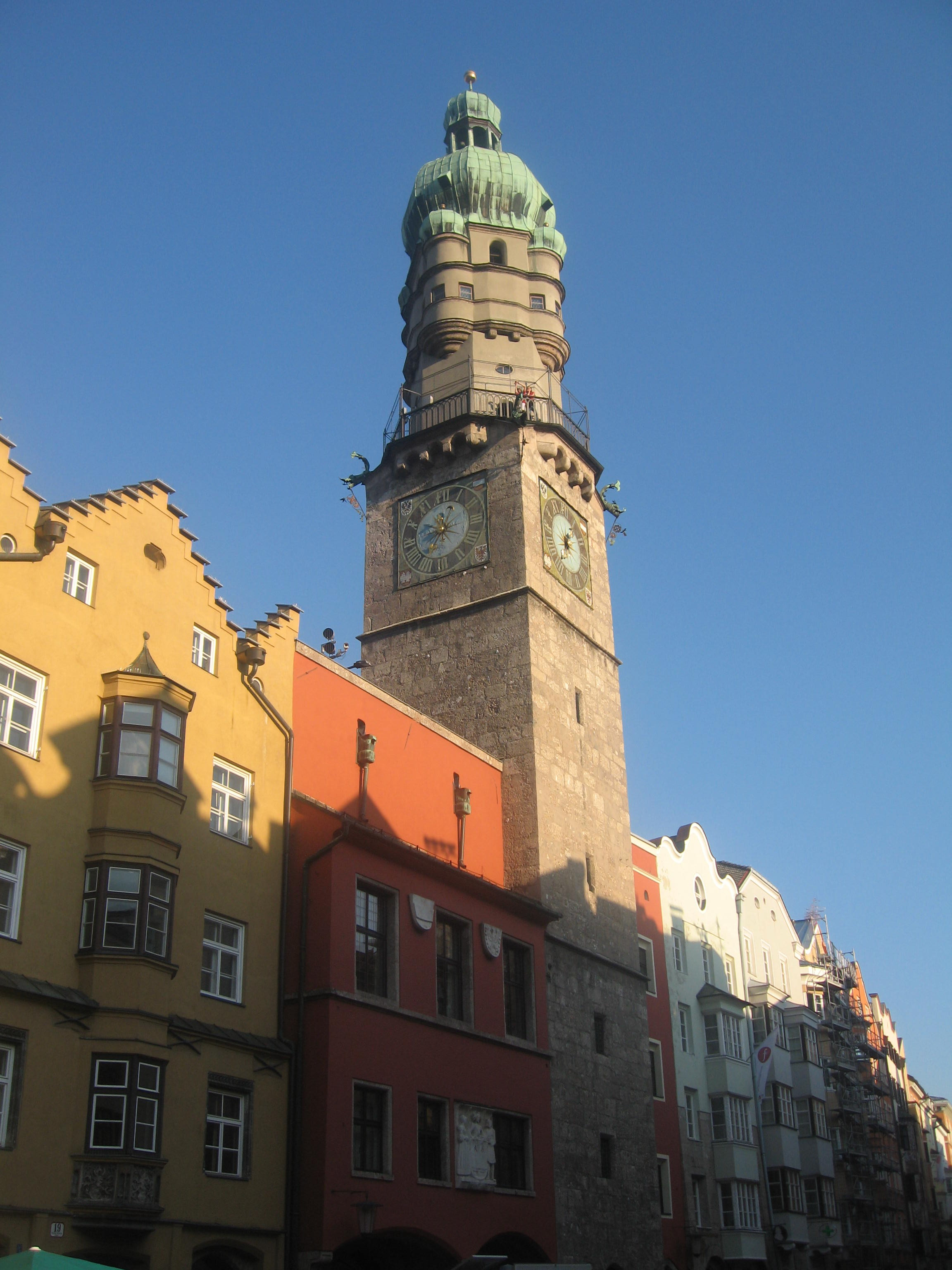
Turnul oraşului
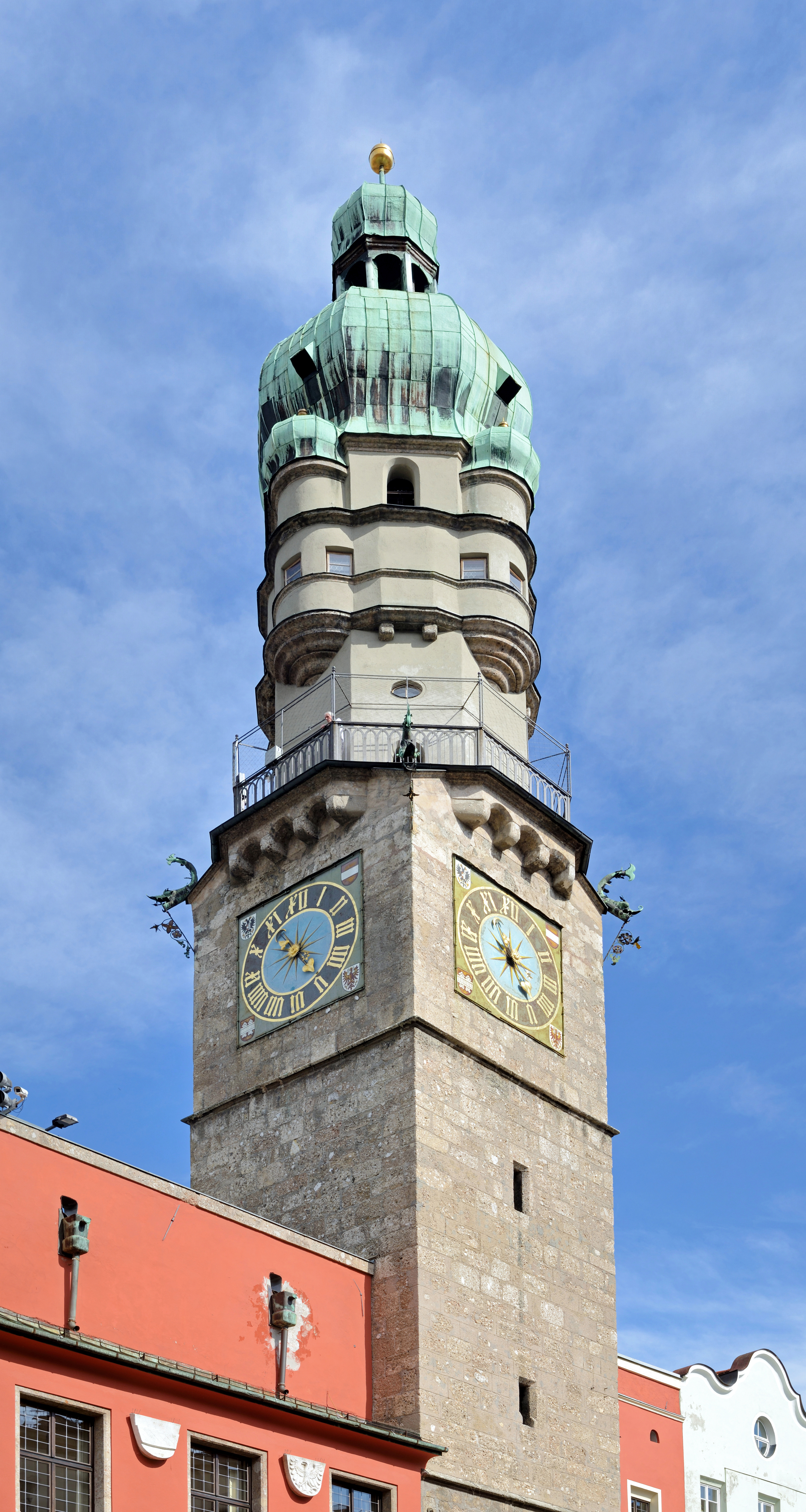
Vârful turnului
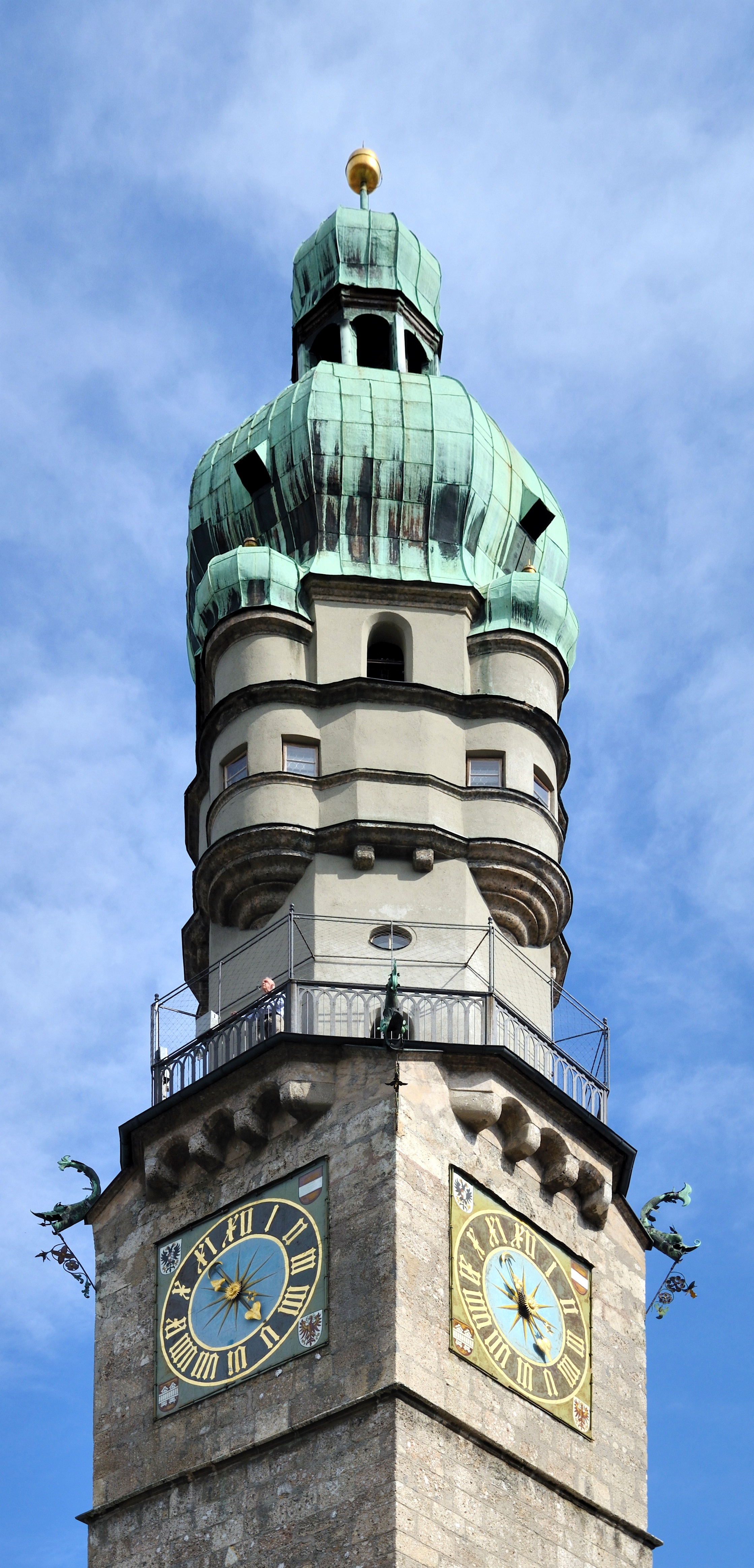
Vârful turnului
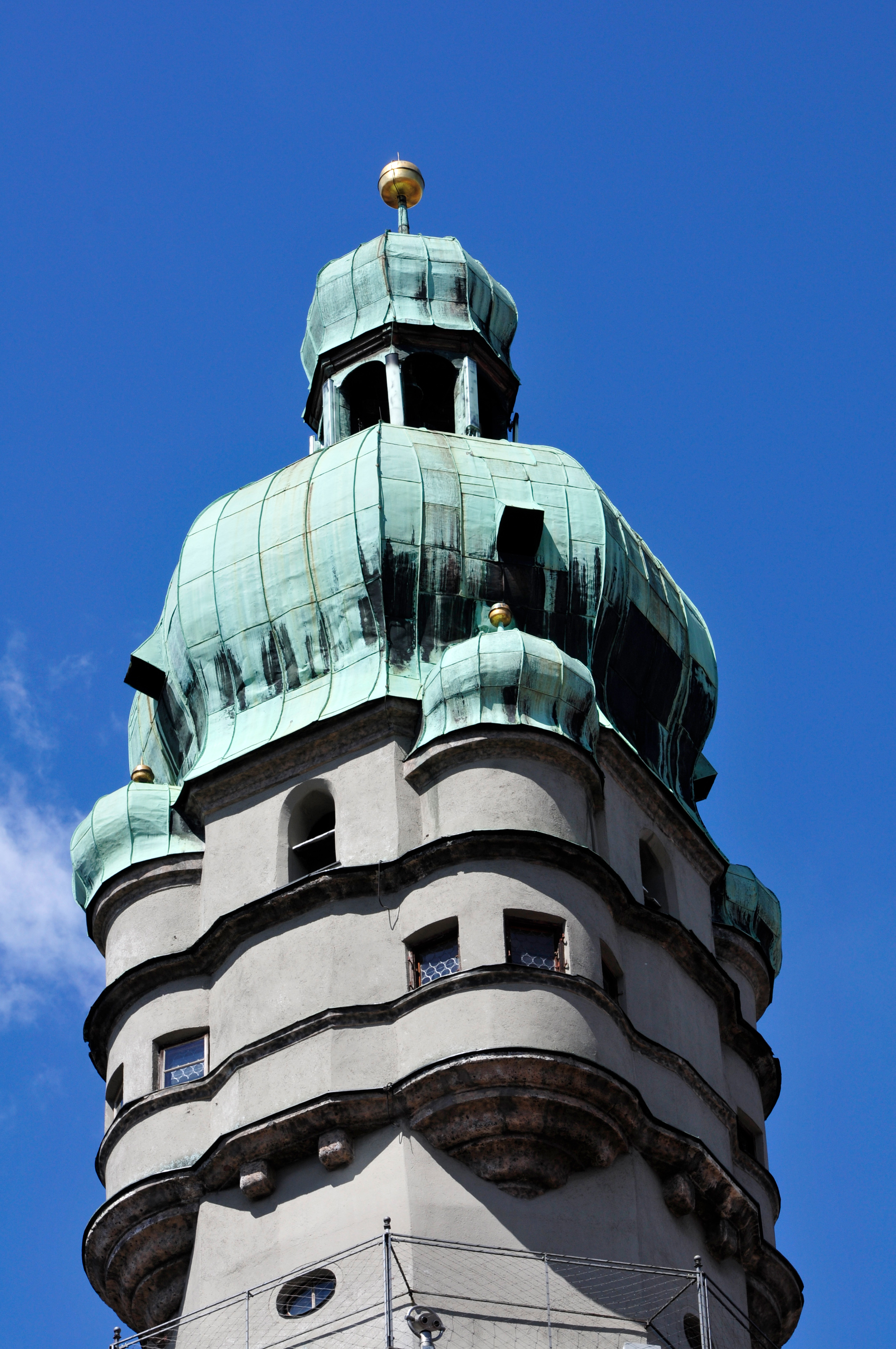
Vârful turnului
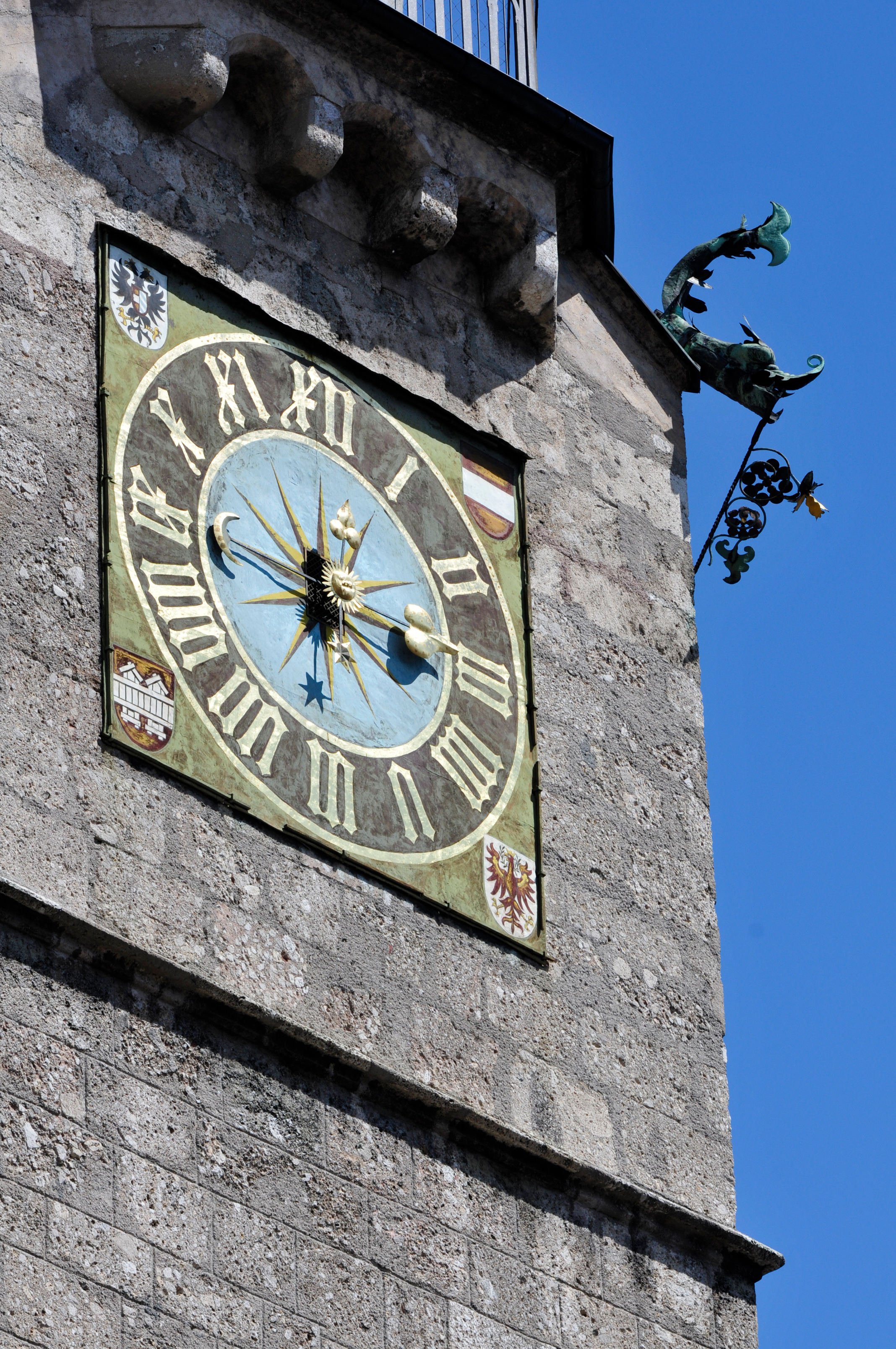
Orologiul
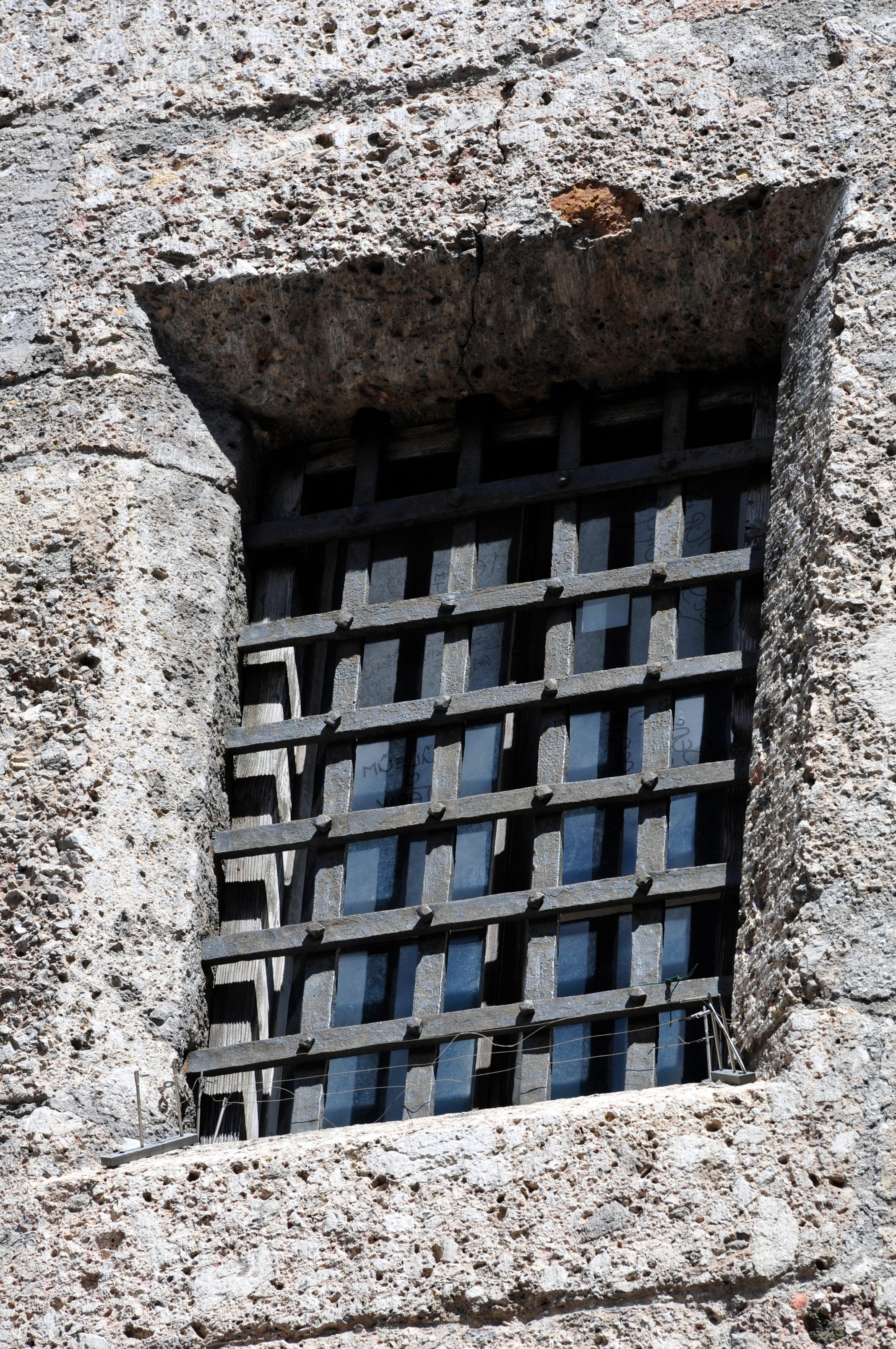
Grilaj la etajul II
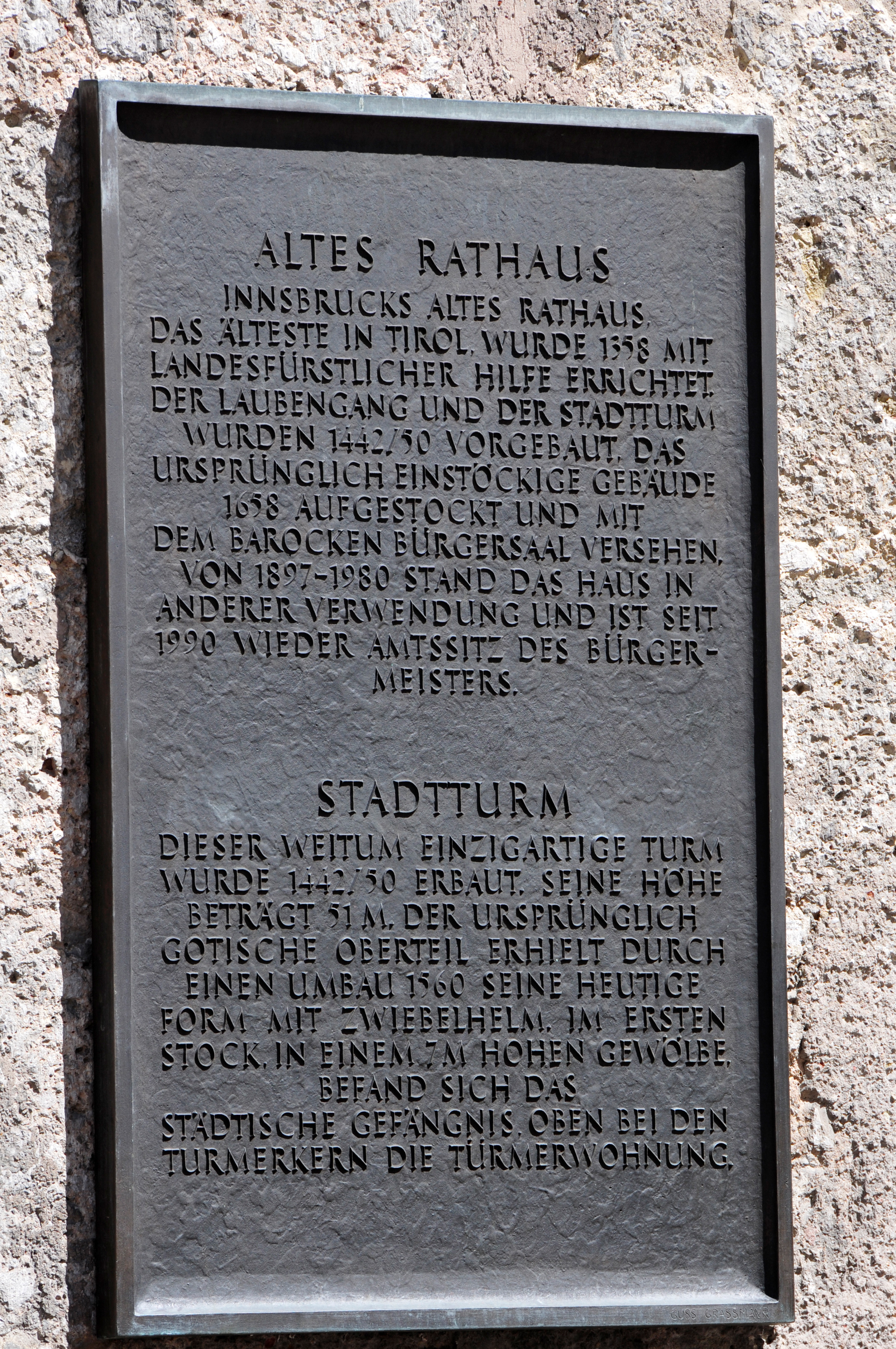
Placa memorială pentru Primăria Veche şi Turnul oraşului